# 4FGL J0026.6-4600
 (décembre 2022).
4FGL J0026.6-4600, également nommé RBS 63, est un blazar à haute énergie de la constellation du Phénix. Il a été découvert en 1998 par une équipe de 5 astronomes lors du programme de surveillance RASS X-ray (ROSAT All Sky Survey) fait avec le télescope spatial ROSAT, il sera identifié comme une source X ultralumineuse (ULX). Selon les valeurs de décalage vers le rouge enregistrées par le Two-Micron All-Sky Survey, le blazar se situerait à 340 millions d'années-lumière de la Terre.

## Variabilité
4FGL J0026.6-4600 est un blazar de type BL Lacertae dont le spectre électromagnétique varie sur de longues périodes, la variabilité de 4FGL J0026.6-4600 contient trois phases principales. Le Fermi-LAT a détecté plusieurs phases dans l'éruption de 4FGL J0026.6-4600 ; la pré-éruption, lorsque l'émission du blazar commence à s'intensifier (vers 100 MeV), la phase d'éruption, lorsque l'émission de 4FGL J0026.6-4600 atteint une énergie radio de 10^15 Hz et une énergie gamma de 1 TeV puis l'émission du blazar décroit (une émission estimée à 10 MeV). Lors des éruptions de 4FGL J0026.6-4600, la luminosité du blazar a atteint la magnitude absolue de -24.86, une luminosité X et gamma de 1 TeV ainsi qu'une luminosité radio de 10^15 Hz. Les calculs prédisent qu'une telle luminosité implique la présence d'un trou noir supermassif d'une masse de 8.30+7.39
−9.30 milliards de M☉.

## Jets
4FGL J0026.6-4600 est un blazar dont les jets sont de type BL Lacertae, ils ont été détectés sous la forme de sources gamma très polarisées, ils apparaissent lorsque le blazar entre dans une phase d'éruption.